# Lucius Antistius Vetus (Konsul 28)
Lucius Antistius Vetus war ein römischer Senator und Sohn des Konsuls des Jahres 6 v. Chr., Gaius Antistius Vetus. Er erreichte im Jahr 28 das Konsulat, das er jedoch nur als Suffektkonsul bekleidete. Sein Bruder war einer der Konsuln des Jahres 23, Gaius Antistius Vetus.